# Paul Swain
Paul Joseph Swain (ur. 12 września 1943 w Newark, New Jersey, zm. 26 listopada 2022 w Sioux Falls, Dakota Południowa) – amerykański duchowny katolicki, w latach 2006–2019 biskup Sioux Falls w Dakocie Południowej.

## Życiorys
Po ukończeniu szkoły średniej w rodzinnym mieście podjął studia na Uniwersytecie w Ada w Ohio. Uzyskał tam dyplom z historii w 1965. Podjął dalszą naukę na Uniwersytecie stanu Wisconsin zakończoną dyplomem z nauk politycznych. W latach 1967–1972 służył w armii amerykańskiej. Walczył w Wietnamie. W roku 1975 ukończył studia prawnicze i rozpoczął prywatną praktykę w Madison. W latach 1979–1983 pracował w administracji gubernatora Wisconsin Lee Dreyfusa. W tym czasie poczuł w sobie powołanie do kapłaństwa mimo iż nie był jeszcze formalnie katolikiem (należał do metodystów). Bliższe zainteresowanie się swoją wiarą sprawiło, iż dnia 31 marca 1983 dokonała się jego oficjalna konwersja na katolicyzm. Wstąpił następnie do seminarium duchownego w Weston i po odbyciu formacji przyjął święcenia kapłańskie w dniu 27 maja 1988. Szafarzem sakramentu był Cletus Francis O’Donnell, ówczesny ordynariusz Madison. Pracował duszpastersko jako wikariusz i proboszcz w wielu parafiach diecezji. Oprócz tego był wicekanclerzem, moderatorem kurii i dyrektorem biura ds. powołań diecezji Madison. Wikariusz generalny od 1996. Otrzymał tytuł prałata honorowego Jego Świątobliwości.
31 sierpnia 2006 otrzymał nominację na ordynariusza diecezji Sioux Falls w metropolii St. Paul i Minneapolis. Sakry udzielił mu abp Harry Flynn. Podczas obrzędu użyty był pierścień biskupi, który wcześniej nosił bp O’Donnell, szafarz jego święceń kapłańskich.
12 grudnia 2019 przeszedł na emeryturę.